# امانوئل ویرت
امانوئل ویرت (آلمانی: Emanuel Wirth؛ ‏ ۱۸ اکتبر ۱۸۴۲ – ۵ ژانویهٔ ۱۹۲۳) نوازندهٔ ویولن و ویولا و مربی موسیقی اهل آلمان بود.
او دستیار یوزف یواخیم در «دانشگاه هنر برلین» بود و معلمِ ویولن و ویولا بود. آوگوست ویلهلمی دربارهٔ او گفت که وی بهترین معلم ویولن در آن نسل محسوب می‌شد. او همچنین یکی از اعضای «کوارتت یواخیم» بود که در آن زمان شهرت فراوان داشت.